# Partie polityczne w Wielkiej Brytanii

## Główne partie
Brytyjską scenę polityczną zdominowały dwie partie. Działają na terenie całego kraju i obejmują większość członków Parlamentu Europejskiego, Parlamentu Szkocji i Zgromadzenia Walii.
- Partia Konserwatywna, prawica i centroprawica
- Partia Pracy, centrolewica i lewica

Do miana trzeciej "siły" aspirują Liberalni Demokraci, centrum oraz Partia Niepodległości Zjednoczonego Królestwa, prawica i skrajna prawica(organizacja młodzieżowa tej partii)

## Mniejsze partie

### Partie reprezentowane wIzbie Gmin
- Szkocka Partia Narodowa
- Plaid Cymru
- Demokratyczna Partia Unionistyczna
- Sinn Féin
- Socjaldemokratyczna Partia Pracy
- Partia Zielonych Anglii i Walii

### Partie reprezentowane wParlamencie Szkocji
- Szkocka Partia Zielonych (Zieloni na rzecz szkockiej niepodległości)
- Szkocka Partia Narodowa (centrolewica na rzecz szkockiej niepodległości)
- Scottish Senior Citizens Unity Party
- Scottish Socialist Party (skrajna lewica na rzecz szkockiej niepodległości)

### Partie reprezentowane wZgromadzeniu Walii
- Plaid Cymru (narodowa centrolewica)
- Forward Wales (partia socjalistyczna, która wyewoluowała z John Marek Independent Party)
- Brexit Party (partia eurosceptyczna, wywodząca się z UKIP)

### Partie reprezentowane wZgromadzeniu Irlandii Północnej

#### Unionistyczne
- Demokratyczna Partia Unionistyczna
- Ulsterska Partia Unionistyczna
- Progressive Unionist Party
- UK Unionist Party

#### Republikańskie/Nacjonalistyczne
- Sinn Féin (republikanie)
- Socjaldemokratyczna Partia Pracy (nacjonaliści)

#### Neutralne
- Alliance Party of Northern Ireland

### Inne partie reprezentowane wParlamencie Europejskim
- Partia Niepodległości Zjednoczonego Królestwa (eurosceptyczni thatcheryści)

### Inne partie

#### Partie skrajnej lewicy
- Alliance for Green Socialism
- Alliance for Workers Liberty
- Communist Party of Britain
- Communist Party of Britain (Marxist-Leninist)
- Communist Party of Great Britain (Marxist-Leninist)
- Communist Party of Great Britain (PCC)
- Independent Working Class Association
- International Socialist Group
- New Communist Party of Britain
- Respect Party
- Revolutionary Communist Group
- Socialist Alliance
- Socialist Appeal
- Socialist Labour Party
- Socialist Party
- Socialist Party of Great Britain
- Socialist Workers Party
- Spartacist League
- Workers Power

#### Partie regionalne
- Clannasaor (na rzecz szkockiej niepodległości)
- Communist Party of Scotland
- Cornish Nationalist Party (kornwalijscy sececjoniści)
- Cymru Annibynnol (na rzecz walijskiej niepodległości)
- Cymru Goch (na rzecz szkockiej niepodległości)
- English Democrats Party
- Epsom & Ewell Residents and Ratepayers' Association (lokalna w Epsom and Ewell)
- Free Scotland Party (na rzecz szkockiej niepodległości)
- Heald Green Ratepayers (lokalna w Stockport)
- Independent Kidderminster Hospital and Health Concern
- Isle of Wight Party
- Left Alliance (lokalna w Fife)
- Mebyon Kernow (kornwalijscy secesjoniści)
- Northern Ireland Unionist Party
- Northern Ireland Women's Coalition
- Scottish Enterprise Party
- Scottish Fishing Party
- Scottish Independence Party (na rzecz szkockiej niepodległości)
- Scottish Pensioners Party
- Scottish Unionist Party
- Socialist Environmental Alliance (skrajnie lewicowa partia w Północnej Irlandii)
- Strathkelvin People's Independent Labour Party (lokalna w East Dunbartonshire)
- Welsh Socialist Alliance
- Wessex Regionalist Party (lokalna w Wesseksie)
- The Workers Party (Ireland) (wyłoniona z Official Sinn Féin)

#### Partie skrajnej prawicy
- Britain First Party
- Brytyjska Partia Narodowa
- England First Party
- Freedom Party
- Populist Party
- National Democrats
- British National Socialist Movement
- National Front
- New Britain Party
- White Nationalist Party

#### Partie-żarty
- Church of the Militant Elvis Party
- Fancy Dress Party
- Millennium Bean Party
- MP3 Party
- Official Monster Raving Loony Party
- Rock'n'roll Loony Party
- Stuckist Party
- Teddy Bear's Alliance
- John's Dictator 4 all party

#### Partie religijne
- Christian Peoples Alliance
- The Common Good
- Islamic Party of Britain
- Muslim Party
- People's Justice Party
- Natural Law Party

#### Partie okazjonalne
- Legalise Cannabis Alliance
- Prolife Alliance

#### Różne partie
- Partia Libertariańska
- Countryside Party
- Democratic Party
- Humanist Party
- Liberal Party (członkowie wywodzą się historycznej Liberal Party)
- The Consensus
- Third Way (UK)
- UK Social and Countryside Party

## Partie, które zakończyły działalność

### Partie skrajnej lewicy
- British Socialist Party (1911–1920)
- Common Wealth Party (1941–1945)
- Communist Party of Great Britain (1920–1991)
- Independent Labour Party (1893–1975)
- International Marxist Group (1968–1981)
- Labour Party of Scotland (1973)
- Revolutionary Communist Party (1944–1950)
- Revolutionary Socialist League (1938–1944)
- Scottish Militant Labour
- Scottish Republican Socialist Party (1982–1998)
- Scottish Socialist Party (1987–1990)
- Scottish Workers Republican Party
- Social Democratic Federation (1884–1911)
- Socialist Labour Party (1903–1980)
- Socialist League (1886–1903)
- Workers International League (1937–1944)
- Workers Socialist Federation (1914–1921)
- Workers Revolutionary Party (1950–1988)

### Partie regionalne
- Highland Land League (1909–lata 20.)
- Highlands and Islands Alliance
- Irish Parliamentary Party
- John Marek Independent Party (2003) - przekształcona w Forward Wales
- National Party of Scotland (1928–1934)
- Republican Labour Party
- Scottish Labour Party (1976–1979)
- Scottish Party (1932–1934)
- Ulster Popular Unionist Party (1980–1995)
- United Ulster Unionist Party (1977–1982)
- United Unionist Coalition (1998–2003)
- Vanguard Progressive Unionist Party (1973–1978)
- Vectis National Party

### Partie skrajnej prawicy
- British Democratic Party (lata 70. i 80.)
- British People's Party (lata 70.)
- British Union of Fascists (lata 30.)
- Constitutional Movement
- National Party (lata 70.)
- Union Movement
- United Country Party

### Partie o tle religijnym
- Liverpool Protestant Party
- Protestant Unionist Party

### Partie okolicznościowe
- Scottish Prohibition Party

### Różne
- Campaign for Social Democracry (1973–1974)
- Democratic Labour (1972–1979)
- Liberal Party
- Liberal Unionist Party (1886–1912)
- National Liberal Party
- National Socialist Party (1916–1919)
- New Party (1931–1932)
- Referendum Party wybory 1997
- Social Democratic Party (1981–1990)
- Socialist National Defence League
- Women's Party